# Breuk van de Banqiaodam
In augustus 1975 stortten de Banqiao-dam en 61 andere dammen in Henan, China, in na de komst van tyfoon Nina. De instorting van de dam veroorzaakte de op twee na dodelijkste overstroming in de geschiedenis, over een oppervlakte van 12.000 km²,   met een totale bevolking van 10,15 miljoen mensen, inclusief ongeveer 30 steden en provincies. De schattingen van het dodental variëren van 26.000 tot 240.000. De overstroming zorgde er ook voor dat 5 tot 6,8 miljoen huizen instortten. De dambreuk vond plaats in de context van de Culturele Revolutie.

## Overstroming
De dam was berekend op een stortbui van 306 mm regen. Bij die regenval zou een overstroming ontstaan die eens in de 1000 jaar voorkomt. In augustus 1975 ontstond echter een overstroming die slechts eens in de 2000 jaar voorkomt, na dagen van recordhoeveelheden regen door de tyfoon Nina. Tegen elke verwachting in ontstond er na die tyfoon ook nog een koudefront. Op 7 augustus werd toestemming gegeven tot het openen van sluizen van de dam, maar de telegrafen wisten het nieuws niet over te brengen tot de dam.
De sluizen konden niet genoeg water afvoeren om de druk op de dam te verlagen. Op 8 augustus om 00.30 uur begaf de smallere Shimantandam het, een kleinere dam verder stroomopwaarts gelegen in dezelfde rivier als waarin de Banqiaodam lag. Een half uur later brak daardoor ook de Banqiaodam, omdat die de hoeveelheden water, die nog eens werden verhoogd door de instorting van de opwaartse dam, niet meer aankon. In de zes uur na de instorting spoelde 701 miljoen ton water weg dat gelegen was achter de dammen. Door de doorbraak ontstond een gigantische watergolf van tien kilometer breed en drie tot zeven meter hoog, die met meer dan vijftig kilometer per uur over een gigantisch gebied raasde. Er was nauwelijks geëvacueerd en veel mensen verdronken. De stad Daowencheng was zelfs geheel van de kaart verdwenen: alle 9600 inwoners van die stad verdronken.
Om te voorkomen dat andere dammen gingen instorten, werden sommige dammen juist expres vernietigd, om het water naar een andere plaats te brengen en de druk op belangrijke dijken te verlagen.
Als gevolg van de regenval werd de belangrijke Jingguangspoorbaan voor achttien dagen gesloten. Negen dagen na de ramp hadden nog steeds één miljoen mensen geen hulp gehad. Er braken epidemieën uit en er was honger.
Na de ramp werden veel dammen opnieuw gebouwd. In 1993 werd de Banqiaodam herbouwd en de Shimantandam in 1996.